# 齋藤千春
齋藤千春（日语：／ Saito Chiharu */?，1997年2月17日—）是日本女性新聞播音員，為女子偶像團體乃木坂46前成員，埼玉縣埼玉市出身。曾為《Nico☆Puchi》雜誌讀者模特兒。現為朝日電視台社內播報員。

## 經歷
曾為兒童模特，被選中出演花王的日本麥當勞的電視廣告。
2011年8月21日，通過最終審查正式成為乃木坂46創團成員，徵選時唱的歌曲是木村KAELA的《Butterfly》（バタフライ）。11月15日，開通了個人的乃木坂46官方博客。
2012年2月22日，以乃木坂46首張單曲《窗簾圍繞》出道。3月，從中學畢業。4月，入讀高中。
2014年8月3日，在《乃木坂在哪裡？》內公布的第十張單曲《第幾次的藍天？》的選拔名單中首度被選為選拔成員，同時是一期生當中最後一位獲選的成員。
2015年3月，從高中畢業後，入讀明治大學文學部，主修戲劇學。
2017年7月，被選為自幼憧憬的TBS節目《日立 世界・奇妙發現！》的神秘獵人。
2018年5月20日，與相樂伊織在靜岡縣富士市文化會館玫瑰劇場舉行的「Under Live全國巡演2018～中部系列～」的千秋樂中宣布畢業。7月8日，在東京明治神宮棒球場和秩父宮欖球場同時舉行的乃木坂46 6th YEAR BIRTHDAY LIVE，為齋藤以乃木坂46成員身分最後一次參與的演唱會。7月16日，於千葉縣幕張展覽館舉行的乃木坂46第20張單曲《同步巧合》的個別握手會後，正式從乃木坂46畢業。根據日刊體育新聞報導，齋藤已經是核心局內定的播音員。7月31日，齋藤位於乃木坂46內的部落格正式關閉。
2019年3月，從明治大學畢業。4月，加入朝日電視台，並獲拔擢為晨間情報節目《羽鳥慎一 Morning Show》第二代助理主持人。
2020年3月21日，開設個人Instagram帳號。
2022年4月1日，從《羽鳥慎一 Morning Show》中畢業。4月4日，開始擔任《Good! Morning》的總主持人，並同時就任《ANN新聞》的主播。7月26日，開設個人Twitter帳號。

## 人物
- 父親齋藤伸明是現役業餘美式足球選手[34]、舅爺是入選日本足球名人堂（日语：日本サッカー殿堂）的前國腳鈴木良三[35]。

## 參與歌曲
- 標註「★」符號表示該首歌曲有拍攝MV。

### 單曲
乃木坂46
|      | 發行日期       | 單曲名稱           | 參與歌曲名稱             | MV | 備註     |
| ---- | -------------- | ------------------ | ------------------------ | -- | -------- |
| 01st | 2012年02月22日 | 窗簾圍繞           | 左胸的勇氣               | ★  | 出道作品 |
| 01st | 2012年02月22日 | 窗簾圍繞           | 乘著白雲                 |    |          |
| 01st | 2012年02月22日 | 窗簾圍繞           | 乃木坂之詩               | ★  |          |
| 02nd | 2012年05月02日 | 來吧Shampoo！      | 對狼吹口哨               | ★  |          |
| 03rd | 2012年08月22日 | 奔馳吧！Bicycle    | 眼淚仍然悲傷的時候       | ★  |          |
| 03rd | 2012年08月22日 | 奔馳吧！Bicycle    | 人為什麼奔跑？           |    |          |
| 04th | 2012年12月19日 | 制服模特兒         | 春天的旋律               | ★  |          |
| 05th | 2013年03月13日 | 你就是希望         | 13日的星期五             | ★  |          |
| 06th | 2013年07月03日 | Girls' Rule        | 風扇                     | ★  |          |
| 06th | 2013年07月03日 | Girls' Rule        | 人們的樂器               |    |          |
| 07th | 2013年11月27日 | 髮夾               | 初戀的人在現在           | ★  |          |
| 08th | 2014年04月02日 | 察覺時已是單戀     | 當出生時                 | ★  |          |
| 09th | 2014年07月09日 | 夏天的Free&Easy    | 在這裡的理由             | ★  |          |
| 10th | 2014年10月08日 | 第幾次的藍天？     | 第幾次的藍天？           | ★  | 選拔     |
| 10th | 2014年10月08日 | 第幾次的藍天？     | 敲響倒下的鐘             | ★  |          |
| 10th | 2014年10月08日 | 第幾次的藍天？     | 我起來                   | ★  |          |
| 11th | 2015年03月18日 | 生命如此美好       | 也許你沒有遇上我會更好吧 | ★  |          |
| 12th | 2015年07月22日 | 太陽敲敲門         | 離別時，更喜歡你         | ★  |          |
| 13th | 2015年10月28日 | 此刻，想說話的對象 | 嫉妒的權利               | ★  |          |
| 14th | 2016年03月23日 | 當春紫苑盛開時     | 不等號                   | ★  |          |
| 15th | 2016年07月27日 | 赤腳Summer         | 秘密塗鴉                 | ★  |          |
| 16th | 2016年11月09日 | 再見的意義         | 鞦韆                     | ★  |          |
| 17th | 2017年03月22日 | 大影響家           | 氣球還活著               | ★  |          |
| 18th | 2017年08月09日 | 蜃景               | Under                    | ★  |          |
| 19th | 2017年10月11日 | 及時行事           | My rule                  | ★  |          |
| 20th | 2018年04月25日 | 同步巧合           | 全新的世界               | ★  |          |
| 20th | 2018年04月25日 | 同步巧合           | Against                  | ★  |          |

其他
| 發行日期                                    | 單曲名稱       | 參與歌曲名稱 | MV | 備註                        |
| ------------------------------------------- | -------------- | ------------ | -- | --------------------------- |
| 2020年6月17日（日本） 2020年6月24日（海外） | 世界中的鄰居啊 | —            | ★  | 下載限定歌曲 以畢業成員參與 |

### 專輯
乃木坂46
|           | 發行日期       | 專輯名稱                       | 參與歌曲名稱       | 備註 |
| --------- | -------------- | ------------------------------ | ------------------ | ---- |
| 01st      | 2015年01月07日 | 透明色                         | 我所在的地方       |      |
| 02nd      | 2016年05月25日 | 屬於我們的位子                 | 欲望重生           |      |
| 03rd      | 2017年05月24日 | 最初的夢想                     | 為我扇風           |      |
| 03rd      | 2017年05月24日 | 最初的夢想                     | 指定溫度           |      |
| Under專輯 | 2018年01月10日 | 我專屬的你～Under Super Best～ | 自戀海灘           |      |
| Under專輯 | 2018年01月10日 | 我專屬的你～Under Super Best～ | 那個女人           |      |
| Under專輯 | 2018年01月10日 | 我專屬的你～Under Super Best～ | 比誰都想陪在你身邊 |      |

## 演出

### 電視劇
- 初森BEMARS（初森ベマーズ；2015年7月11日－9月26日，東京電視台）：飾演 花吹雪舞 [36]

### 電視節目
- 世界不可思議發現!（日语：日立_世界・ふしぎ発見!）（2017年7月29日，TBS電視台）[37][38]
- 羽鳥慎一 Morning Show（日语：モーニングショー）（2019年4月1日－2022年4月1日，朝日電視台） - 助理主持人
- 關8音樂SHOW（2019年9月29日－2021年9月）- 助理（不定期）
- 倫敦之心（2019年10月15日－22日，朝日電視台）-「倫哈體育測試2019」參賽者
- 乃木坂46鈴木絢音的「天空心情～想見飛機！！」（2019年11月24日，朝視頻道1）- 旁白[39]
- 齋藤千春「學習的心」～日本傳統探索之旅～（2020年3月29日，朝視頻道1）- 旅人[40]
- 林修的現在就想知道！（2020年4月7日－，朝日電視台）- 副班導、主持人[41]
- 這是什麼罕見景象！？（2021年4月4日－，朝日電視台）- 主持人[42]
- 你在看TELASA嗎？（2022年4月－，朝日電視台）
- Good! Morning（2022年4月－，朝日電視台）- 總主持人[32]
- ANN新聞（2022年4月－2023年6月）- 主播
- Tamori Station 第3、4、10集（2022年7月1日、11月27日；2024年3月23日）- 主持人

### 電視廣告
- 花王 New Beads （页面存档备份，存于） （2002年）

### 舞台劇
- 女子落語貳〜跳躍時空蕎麥麵〜（2016年5月13日－14日、18日－19日、22日，東京AiiA劇場）：飾演 暗落亭苦來[43][44]

### 活動
- 龜有警察署一日警察署長 （2018年12月15日）[45]

## 書籍

### MOOK
- 美式足球雜誌 國内選手名鑑2015 （棒球雜誌社（日语：ベースボール・マガジン社），2015年8月28日發行）[46]

### 連載
- 私の東京物語（2023年3月－2023年3月，東京新聞）[47][48]

## 外部連結
- 朝日電視台個人介紹頁（日語）
- 齋藤千春的Instagram帳戶（日語）
- 齋藤千春的X（前Twitter）（日語）
- 齋藤千春的Threads（日語）

乃木坂46時期
- 乃木坂46 齋藤千春 個人簡介（日語）
- 乃木坂46 齋藤千春 官方部落格（日語）（2011年11月11日－2018年7月31日）
- 齋藤千春 官方755（日語）